# Senlac
Senlac es un pueblo canadiense situado en la provincia de Saskatchewan.

## Superficie
Senlac tiene una superficie de 0,66 km².

## Demografía
En 2021, tenía 36 habitantes, una densidad poblacional de 54,6 hab./km², y 113 viviendas.